# Mats Andersson (musiker)
Mats Erik Andersson, född 14 april 1941 i Nora socken, Uppland, är en svensk musiker. Han började spela tramporgel vid 10 års ålder, och blev så småningom musiklärare i Norrtälje. Spelar också klarinett, kontrabas, fiol, nyckelharpa, dragspel, piano med flera instrument. Blev riksspelman på klarinett i Falkenberg 1971 med motiveringen "för bevarande av Uppländsk spelmanstradition på klarinett". Var med och bildade Norrtelje Elitkapell 1974.
Han tilldelades Zornmärket i guld 2003 i Västerås med motiveringen "för mästerligt och traditionsrikt låtspel på klarinett".